# Prêmios de quadrinhos do Brasil
MatrUm prêmio de quadrinhos é uma distinção concedida a uma pessoa, instituição ou obra como reconhecimento de destaque ou mérito no campo das histórias em quadrinhos. Pode haver premiações exclusivas de quadrinhos, premiações de temas variados que dão destaque para HQs ou premiações literárias ou jornalísticas com categoria de quadrinhos.
No Brasil, a primeira premiação a incluir uma categoria dedicada aos quadrinhos foi o Prêmio Abril de Jornalismo, em 1976, e a primeira premiação exclusiva para quadrinhos foi o Prêmio Angelo Agostini, em 1985.

## Premiações exclusivas de quadrinhos

### Prêmio Angelo Agostini
O primeiro prêmio brasileiro exclusivamente dedicado às histórias em quadrinhos foi o Prêmio Angelo Agostini (também chamado Troféu Angelo Agostini), organizado pela Associação dos Quadrinhistas e Caricaturistas do Estado de São Paulo (AQC-ESP). O nome do prêmio faz homenagem a Angelo Agostini, considerado à época o criador da primeira história em quadrinhos brasileira. A primeira cerimônia foi realizada em 30 de janeiro de 1985.

### Troféu HQ Mix
O Troféu HQ Mix foi criado pelos cartunistas Jal e Gual e é organizado pela Associação dos Cartunistas do Brasil (ACB). O nome do prêmio faz referência à seção sobre quadrinhos que os dois então possuíam no programa TV Mix 4, da TV Gazeta. A primeira cerimônia foi realizada em 20 de março de 1989.

### Prêmio da Bienal Internacional de Quadrinhos (1991)

#### Primeira ediçao
| Categoria       | Vencedores                                        |
| --------------- | ------------------------------------------------- |
| Prêmio Ecologia | Acomodados!! Acomodados!! de Marcello Quintanilha |
| Fanzine         | Matrix, coeditado por Gazy Andraus                |
|                 | Rogério Vilela                                    |

### Prêmio DB Artes
O Prêmio DB Artes foi criado pelo estúdio Divisão Brasileira de Artes. A premiação, cujo foco era a produção independente brasileira de quadrinhos, começou a ser realizada em 2003 durante o evento HQ Festival (Festival de Quadrinhos de Sergipe), realizado anualmente em Aracaju. O prêmio foi interrompido entre 2007 e 2008, período em que o HQ Festival não foi realizado, e sua última edição foi em 2010, novamente por causa do cancelamento do festival a partir do ano seguinte.

### Troféu P.A.D.A.
Em 2004, a revista independente de quadrinhos Prismarte começou a realizar anualmente o Troféu Os Melhores da Prismarte, organizado pela Produtora Artística de Desenhistas Associados (P.A.D.A.), grupo de quadrinistas responsável pela pubicação pernambucana desde 1985. Inicialmente, eram elegíveis apenas trabalhos publicados na própria revista, mas em 2008 o prêmio passou a englobar também trabalhos publicados de jornais, revistas e sites de Pernambuco.
O prêmio não foi realizado em 2009 e 2010, retornando em 2011 com o nome de Troféu P.A.D.A. de Incentivo aos Quadrinhos Pernambucanos. Devido à não realização do evento nos dois anos anteriores, foram elegíveis todos os lançamentos entre 2008 e 2010 (nas edições anteriores, eram elegíveis as produções do ano anterior ao da realização do prêmio). A última edição do prêmio foi em 2012.

### Troféu Alfaiataria de Fanzines
Em 2007, por iniciativa do grupo de pesquisas Alfaiataria, de Zé Oliboni e Diego Figueira, também responsáveis pelo site Pop Balões, foi realizado o 1° Troféu Alfaiataria de Fanzines com a proposta de incentivar e divulgar a produção de fanzines sobre histórias em quadrinhos. O prêmio foi dedicado ao quadrinista Joacy Jamys e puderam ser inscritas gratuitamente publicações lançadas em 2005 e 2006, bastando enviar três exemplares para avaliação.
Os fanzines e revistas em quadrinhos independentes inscritos foram avaliados por uma banca formada pelos organizadores do evento e por Bira Dantas, Eduardo Nasi, Nobu Chinen, Sidney Gusman, Wanderley Felipe e Weberson Santiago. A entrega dos troféus e certificados aos vencedores e menções honrosas ocorreu em 22 de junho de 2007 na Quanta Academia de Artes, em São Paulo. O prêmio, apesar de bem recebido, não teve novas edições.

#### Ganhadores
| Categoria                             | Vencedores |
| ------------------------------------- | --- |
| Desenhista                            | Lene (Manicomics) Menção honrosa para Ronaldo Mendes (Manicomics); Samuel Bono (Subterrâneo); e Will (Subterrâneo)                                  |
| Editor                                | JJ Marreiro (Manicomics) Menção honrosa para Marcos Venceslau (Subterrâneo)                                                                         |
| Fanzine                               | Manicomics nº 32 Menção honrosa para Oigo, de Diego J.                                                                                              |
| Fanzine sobre quadrinhos              | Justiça Eterna |
| História                              | "Flora" (Marginalzine), de Shiko Menção honrosa para "Terra do Nunca: Long Song Five", de Pablo Casado e Felipe Cunha; e "Feliz Natal" (Manicomics) |
| Revista independente                  | Jayne Mastodonte nº 2 de Flávio Luiz Menção honrosa para Blue Note, de Shiko                                                                        |
| Roteirista                            | Leonardo Santana (Prismarte) Menção honrosa para Cristiano Lopes (Manicomics)                                                                       |
| Prêmio especial de publicação virtual | Escola de Animais, de Leandro Robles |

### Troféu Bigorna
O Troféu Bigorna foi realizado pelo site de notícias sobre quadrinhos Bigorna de 2008 a 2010. O prêmio tinha foco único e exclusivo nos artistas brasileiros e a seleção de vencedores era feita a partir de um comitê organizador formado por Marcio Baraldi, Eloyr Pacheco, Humberto Yashima e Matheus Moura.

### Prêmio Claudio Seto
O Prêmio Claudio Seto foi criado em 2014 pela Bienal de Quadrinhos de Curitiba em homenagem ao quadrinista de mesmo nome. A cada dois anos, um artista é premiado pelo conjunto de sua obra, recebendo o Troféu Maria Erótica (famosa personagem de Claudio Seto) e ganhando exposições, palestras e debates sobre a vida e a obra dos homenageados durante o evento.

### Prêmio Al Rio
O Prêmio Al Rio foi organizado entre 2015 e 2018 pela GeekExpo, então o principal evento geek do Ceará. O prêmio, cujo nome homenageava o quadrinista Al Rio, premiava quadrinistas com troféus de reveleção e destaque regional, nacional e internacional.

### Prêmio Grampo
O Prêmio Grampo foi criado pelo jornalista Ramon Vitral e pelo editor Lielson Zeni em 2016. Seu objetivo é escolher e premiar os melhores títulos publicados no Brasil no ano anterior com base em listas individuais com 10 títulos (nacionais ou estrangeiros, desde que inéditos) em ordem de preferência elaboradas por 20 jurados convidados entre quadrinistas, editores, jornalistas, pesquisadores e empresários ligados ao mercado brasileiro de quadrinhos.

### Prêmio ABRAHQ
Em 2016 foi realizado o Prêmio ABRAHQ, organizado pela autointitulada Academia Brasileira das Histórias em Quadrinhos, e que só ocorreu até o ano seguinte.

### Dia do Super-Herói Brasileiro
Em 2020, foi realizada a primeira edição do Dia do Super-Herói Brasileiro, premiação idealizada pelo quadrinista Elyan Barbosa com o objetivo de celebrar as produções brasileiras de quadrinhos no gênero de super-heróis ou superaventura com premiações para artistas, publicações e personagens a partir de um júri técnico e de votação popular. O evento ocorre no dia 24 de outubro em homenagem à data de estreia do seriado Capitão 7, em 1954, pois este é considerado o primeiro super-herói brasileiro.

#### Ganhadores

##### 1ª edição (2020)
| Categoria                         | Vencedor(es)                                 | Indicados                             |
| --------------------------------- | -------------------------------------------- | ------------------------------------- |
| Lançamento do ano (júri técnico)  | Valkíria: Guerra Fria Alex Mir e Alex Genaro | - Projeto Força Br                    |
| Lançamento do ano (júri popular)  | Projeto Força Br Chris Pereira               | - Valkíria: Guerra Fria - TimerMan    |
| Destaque do ano                   | Projeto Força Br Chris Pereira               | - Valkíria: Guerra Fria               |
| Destaque do ano                   | TimerMan Fabiano Ferreira e Francisco Mauriz | - Valkíria: Guerra Fria               |
| Homenageados                      | Emir Ribeiro                                 | Escolhidos pela comissão organizadora |
| Homenageados                      | Lancelott Martins                            | Escolhidos pela comissão organizadora |
| Super-herói brasileiro do ano     | Capitão 7 Ayres Campos                       |                                       |
| Anjo dos Super-Heróis Brasileiros | Alton Comics Alex Lobo e Tony Marim          |                                       |

##### 2ª edição (2021)
| Categoria                                            | Vencedor(es)                                                | Indicados |
| ---------------------------------------------------- | ----------------------------------------------------------- | --- |
| Destaque do ano                                      | Adriana - A Agente Laranja e Lagarto Negro Múltiplo Estúdio | - Lâmina Selvagem #2 - Wild Comics - Força BR #3 – Fósseis Vivos - Selo Pindorama - Cidadão Incomum – Almanaque Guará #3- Guará Entretenimento - Cover #1 – Temporalidades – Mirage Studios - Os Invictos #2- Gênese - Editora Kimera - Homem-Chiclete #1 - Jund Comics |
| Destaque do ano                                      | O Santo – Almanaque Guará #2 Guará Entretenimento           | - Lâmina Selvagem #2 - Wild Comics - Força BR #3 – Fósseis Vivos - Selo Pindorama - Cidadão Incomum – Almanaque Guará #3- Guará Entretenimento - Cover #1 – Temporalidades – Mirage Studios - Os Invictos #2- Gênese - Editora Kimera - Homem-Chiclete #1 - Jund Comics |
| Destaque do ano                                      | Lume – Almanaque Guará #4 Guará Entretenimento              | - Lâmina Selvagem #2 - Wild Comics - Força BR #3 – Fósseis Vivos - Selo Pindorama - Cidadão Incomum – Almanaque Guará #3- Guará Entretenimento - Cover #1 – Temporalidades – Mirage Studios - Os Invictos #2- Gênese - Editora Kimera - Homem-Chiclete #1 - Jund Comics |
| Publicação do ano (júri popular)                     | Lâmina Selvagem #2 Wild Comics                              | - Lâmina Selvagem #2 - Wild Comics - Força BR #3 – Fósseis Vivos - Selo Pindorama - Cover #1 – Temporalidades – Mirage Studios - Os Invictos #2 - Gênese - Editora Kimera - Homem-Chiclete #1 - Jund Comics                                                             |
| Desenhista de super-heróis brasileiros do ano        | May Santos                                                  | - Jorge Wolf - José Luís - Marcio Abreu - Ricardo Jaime |
| Colorista/Flatter de super-heróis brasileiros do ano | Dijjo Lima                                                  | - Alan Colorist - Lunyo Alves - Marcos Martins - Vinícius Townsend |
| Publicação do ano (júri técnico)                     | O Santo – Almanaque Guará #2 Guará Entretenimento           | - Adriana - A Agente Laranja e Lagarto Negro - Múltiplo Estúdio - Lume – Almanaque Guará #4 - Guará Entretenimento |
| Super-herói brasileiro do ano (júri popular)         | Lagarto Negro Gabriel Rocha                                 | - Catalogador - Lancelott Martins - Cover - José Amorim - Crânio - Francinildo Sena - Velta - Emir Ribeiro |
| Super-herói brasileiro do ano (júri técnico)         | Velta Emir Ribeiro                                          | - Catalogador - Lancelott Martins - Cover - José Amorim - Crânio - Francinildo Sena - Lagarto Negro - Gabriel Rocha |
| Patrono dos Super-Heróis Brasileiros                 | Sr. Marcelo Eckhardt                                        | |
| Homenageado do ano                                   | Gedeone Malagola                                            | Escolhido pela comissão organizadora |

### Prêmio Mapinguari
Em 2022, foi criado o Prêmio Mapinguari de Quadrinhos, organizado pelo portal Mapingua Nerd e exclusivo para quadrinistas da Região Norte. Além de categorias para artistas e publicações, ainda abriu espaço para a escolha da melhor banca ou comic shop. A primeira edição do prêmio contou com apoio da Prefeitura de Manaus e da Fundação Municipal de Cultura Turismo e Eventos (Manauscult).

#### 1ª edição (2022)
A primeira edição do Prêmio Mapinguari contemplou obras publicadas entre 30 de janeiro de 2020 e 30 de janeiro de 2022. O Júri foi formado pela jornalista Belle Felix, o quadrinista Otoniel Oliveira, o editor Marcelo Naranjo, a produtora cultural Sâmela Hidalgo e o escritor Luiz Andrade, este último também membro da comissão organizadora.
As inscrições foram abertas de 30 de janeiro a 20 de fevereiro. Os indicados foram anunciados em 25 de março e os vencedores, em 15 de abril. Foram elegíveis artistas naturais da região Norte ou residentes há pelo menos dois anos. Com exceção da categoria de melhor banca ou comic shop, feita por voto popular, as demais foram selecionadas pelo Júri, que inicialmente escolheu cinco indicados e, em seguida, escolheu o vencedor a partir desta lista.

##### Ganhadores
| Categoria                  | Vencedor(es)                                              | Indicados |
| -------------------------- | --------------------------------------------------------- | --- |
| Colorista                  | Malika Dahil e Eunuquis Aguiar Fronteira                  | - Ademar Vieira (Sem Palavras – Reflexões em Tirinhas) - Tieê Santos (Mística Amazônia) - Ircomix (Recabanos: Horizontes Futuristas) - Valdo Alves (Jungle Comix vol. 01) |
| Desenhista                 | Igum Djorge Destinos de Taror: Dom Quixote                | - Jucylande Júnior (Ajuricaba) - Levi Gama (Historias e mitos indígenas da Amazônia) - Malika Dahil (Fronteira) - Valdo Alves (Contos do Mato n.º 2)                      |
| Arte-finalista             | Tieê Santos Ajuricaba                                     | - Levi Gama (Historias e mitos indígenas da Amazônia) - Romahs (MAO 39º) - Márcio Cruz (Contos do Mato n.º 2) - Álvaro Maia (Kriança Índia)                               |
| Roteirista                 | Ademar Vieira Ajuricaba                                   | - Beatriz Mascarenhas (MAO 39º) - Romahs (Contos do Mato n.º 1) - Ricardo Ono (SABURO) - Emerson Medina (Recabanos: Horizontes Futuristas)                                |
| Webtirinha ou Webquadrinho | Ademar Vieira Sem Palavras – Reflexões em Tirinhas        | - Kerberos (Manualzinho de xadrez) - Tom Gomes (Descolonize-se) - Helô Rodrigues (A benção) - Raniwoody (Mano, não viaja)                                                 |
| Subproduto ou Adaptação    | Semana do Quadrinho Nacional de Manaus Evaldo Vasconcelos | - Rhafa Porto (Feira Roraimense de Quadrinhos) - Rafa Pimentel (1° Concurso de Tirinhas do Estúdio Buriti ) - Raphael Russo (3° Quadrinhos no Largo)                      |
| Quadrinho                  | Ajuricaba                                                 | - Contos do Mato n.º 1 - Fronteira - SABURO - Recabanos: Horizontes Futuristas                                                                                            |
| Banca ou Comic Shop        | Kuroi Hunter Boa Vista                                    | - Coleções do REX (Rio Branco) - Super Bankai (Manaus) - Torre dos Quadrinhos (Manaus) - Don’t Panic Geekshop (Manaus) - Banca do Largo (Manaus)                          |

## Premiações com destaque para quadrinhos

### Prêmio Dente de Ouro
O Prêmio Dente de Ouro foi realizado entre 2016 e 2020 pela Dente Feira de Publicações com o objetivo de premiar autores independentes nas categorias de melhor fanzine, melhor quadrinho e melhor publicação de arte, foto, design, experimental e/ou conceitual (esta última, só na primeira edição).

### Prêmio LeBlanc
O Prêmio LeBlanc foi criado em 2018 pela Escola de Comunicação da Universidade Federal do Rio de Janeiro e pela Universidade Veiga de Almeida com o objetivo de premiar produções nacionais nos campos de quadrinhos, animação, literatura fantástica e games. O nome do prêmio é uma homenagem ao quadrinista André LeBlanc. Os três finalistas de cada categoria são definidos a partir de uma votação popular, seguida de uma análise de um júri técnico que define cada vencedor.

### CCXP Awards
O CCXP Awards foi criado em 2022  pela CCXP, sendo uma premiação voltada para a cultura pop com diversas categorias, incluindo seis subcategorias relacionadas a histórias em quadrinhos: melhor quadrinho, melhor quadrinista, melhor álbum, melhor tira e webtira, melhor roteirista e melhor desenhista.

## Premiações com categoria de quadrinhos

### Prêmio Abril de Jornalismo
Em 1976, a editora Abril criou o Prêmio Abril de Jornalismo, com objetivo de valorizar e reconhecer os bons trabalhos publicados em suas diversas revistas. Na primeira edição, além de prêmios para reportagens, arte, fotografia etc., também foram concedidos prêmios para quadrinistas que  atuavam nos gibis da editora. Os quadrinhos foram contemplados no Prêmio Abril até 1998.

### Prêmio Jabuti
Em 2017, o Prêmio Jabuti, o mais tradicional prêmio brasileiro de literatura e que é realizado desde 1959, criou uma categoria específica para histórias em quadrinhos. Embora já tivesse premiado HQs algumas poucas vezes em categorias gerais, especialmente a de melhor ilustração, havia uma demanda para a existência de uma categoria própria, que chegou a motivar a criação de um abaixo-assinado capitaneado pelos quadrinistas Wagner Willian, Ramon Vitral e Érico Assis, que contou com mais de 2 mil adesões e o apoio de artistas conhecidos como Laerte Coutinho, Marcelo D'Salete e Rafael Coutinho. A criação desta categoria fez com que o Prêmio Jabuti, no ano seguinte, ganhasse o 30º Troféu HQ Mix na categoria de grande contribuição.

### Prêmio Odisseia de Literatura Fantástica
Em 2021, o Prêmio Odisseia de Literatura Fantástica, realizado desde 2019 com objetivo de eleger as melhores obras literárias brasileiras nos gêneros de fantasia, horror, aventura e ficção científica, incluiu a categoria "Quadrinhos fantásticos de horror/fantasia/ficção científica".